# Cattedrali in Gabon

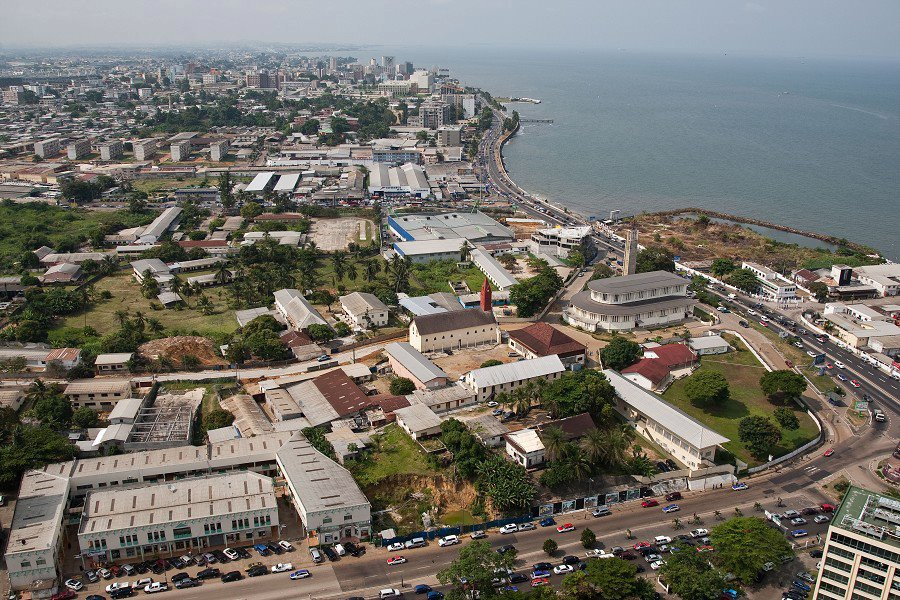
Cattedrale di Libreville (veduta panoramica)

Questa è una lista delle cattedrali nel Gabon.

## Cattedrali cattoliche
| Cattedrale                                  | Arcidiocesi o Diocesi           | Località    |
| ------------------------------------------- | ------------------------------- | ----------- |
| Cattedrale dell'Assunzione di Maria         | Arcidiocesi di Libreville       | Libreville  |
| Cattedrale di Sant'Ilario                   | Diocesi di Franceville          | Franceville |
| Cattedrale di Nostra Signora delle Vittorie | Vicariato apostolico di Makokou | Makokou     |
| Cattedrale di San Giovanni apostolo         | Diocesi di Mouila               | Mouila      |
| Cattedrale di Santa Teresa                  | Diocesi di Oyem                 | Oyem        |
| Cattedrale di San Luigi                     | Diocesi di Port-Gentil          | Port-Gentil |